# 馬呈德 (崇禎進士)
馬呈德（？年—1639年），字大生，號連山，河南開封府杞县人。明末政治人物。

## 生平
崇祯三年（1630年）庚午科河南乡试舉人，四年（1631年）联捷辛未科进士。礼部观政，授陕西富平县知县，八年升刑部雲南司主事，十年升本司员外郎，十一年升江西司郎中，出任太平府知府，经过家乡杞县时，刚好祖母去世，呈德從小为祖母抚育长大，哀痛昏絶，呕血数斗，赴任月余，崇祯十二年（1639年）卒于官